# Antheraeopsis
Antheraeopsis is een geslacht van vlinders van de familie nachtpauwogen (Saturniidae), uit de onderfamilie Saturniinae.

## Soorten
- A. assamensis (Helfer, 1837)
- A. brunnea van Eecke, 1922
- A. castanea Jordan, 1910
- A. chengtuana (Watson, 1923)
- A. formosana (Sonan, 1937)
- A. mezops Bryk, 1944
- A. paniki Naessig & Treadaway, 1998
- A. rubiginea Toxopeus, 1940
- A. rudloffi Brechlin, 2002
- A. subvelata Bouvier, 1930
- A. youngi Watson, 1915
- A. yunnanensis Chu & Wang, 1993